# Osservatorio di Starkenburg
| 12053 Turtlestar    | 9 agosto 1997     |
| 12057 Alfredsturm   | 18 febbraio 1998  |
| 14080 Heppenheim    | 1º aprile 1997    |
| 15397 Ksoari        | 27 ottobre 1997   |
| 16809 Galápagos     | 21 ottobre 1997   |
| 16969 Helamuda      | 29 ottobre 1998   |
| 17855 Geffert       | 19 maggio 1998    |
| 18567 Segenthau     | 27 settembre 1997 |
| 18610 Arthurdent    | 7 febbraio 1998   |
| 18653 Christagünt   | 28 marzo 1998     |
| (18893) 2000 GH1    | 2 aprile 2000     |
| 21663 Banat         | 3 settembre 1999  |
| 24168 Hexlein       | 29 novembre 1999  |
| 27984 Herminefranz  | 1º novembre 1997  |
| 31984 Unger         | 25 aprile 2000    |
| 33863 Elfriederwin  | 5 maggio 2000     |
| 35357 Haraldlesch   | 28 settembre 1997 |
| (38681) 2000 QK6    | 24 agosto 2000    |
| 38270 Wettzell      | 11 settembre 1999 |
| 40764 Gerhardiser   | 13 ottobre 1999   |
| 40995 Mühleis       | 27 ottobre 1999   |
| (47083) 1998 YG22   | 29 dicembre 1998  |
| 56561 Jaimenomen    | 5 maggio 2000     |
| 58896 Schlosser     | 15 maggio 1998    |
| 60006 Holgermandel  | 13 ottobre 1999   |
| (60175) 1999 VQ1    | 3 novembre 1999   |
| (66480) 1999 RW33   | 10 settembre 1999 |
| (68980) 2002 RP181  | 13 settembre 2002 |
| (72057) 2000 YS9    | 23 dicembre 2000  |
| (89263) 2001 VZ1    | 10 novembre 2001  |
| 89455 Metzendorf    | 8 dicembre 2001   |
| (105250) 2000 QJ6   | 24 agosto 2000    |
| 121232 Zerin        | 11 settembre 1999 |
| (137466) 1999 UB4   | 27 ottobre 1999   |
| 157894 Yasminwalter | 14 ottobre 1999   |
| (178543) 1999 VP1   | 3 novembre 1999   |
| (190415) 1999 UP1   | 17 ottobre 1999   |
| (193493) 2000 YZ7   | 21 dicembre 2000  |
| (208034) 1999 RT28  | 8 settembre 1999  |
| 216624 Kaufer       | 9 dicembre 2002   |
| (219657) 2001 VA2   | 10 novembre 2001  |
| 342431 Hilo         | 25 ottobre 2008   |

L'osservatorio di Starkenburg (in tedesco Starkenburg-Sternwarte) è un osservatorio astronomico tedesco situato a Heppenheim, a 256 m s.l.m..

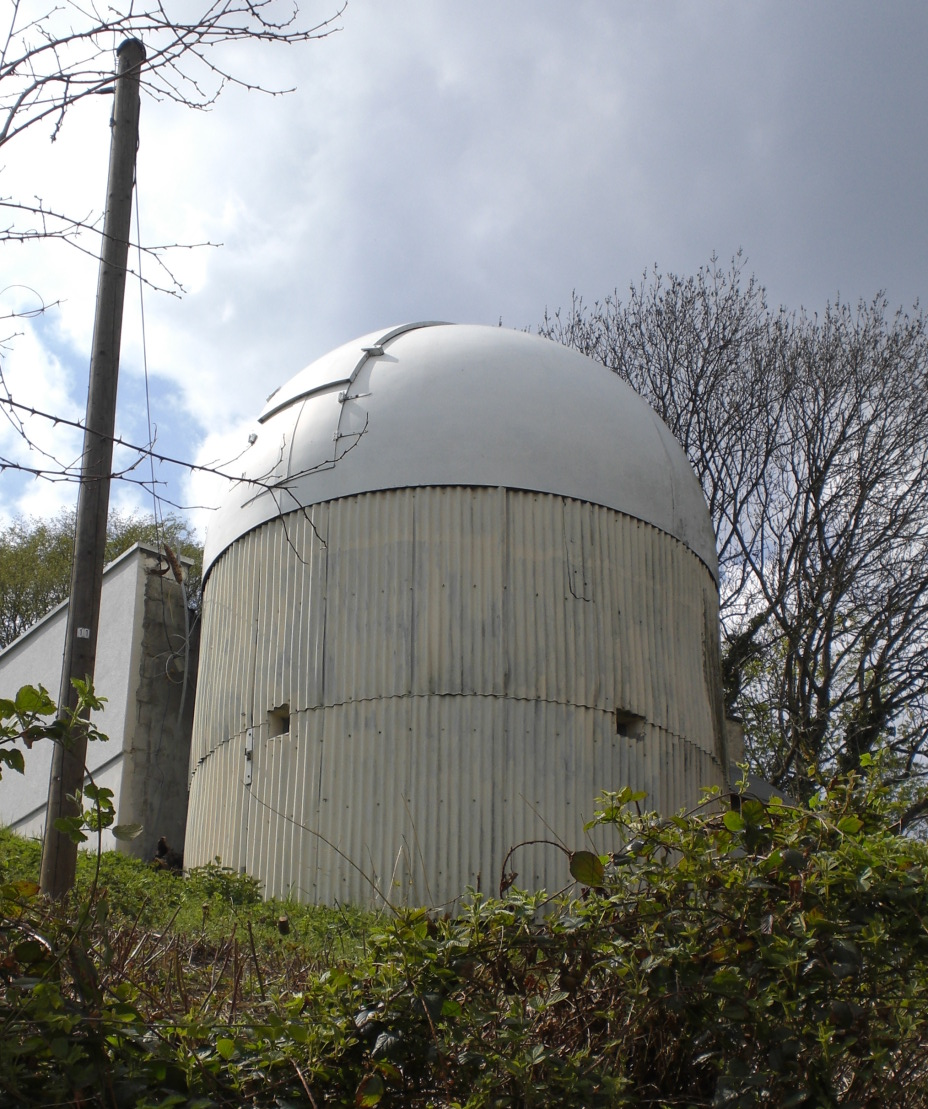
La cupola dell'osservatorio.
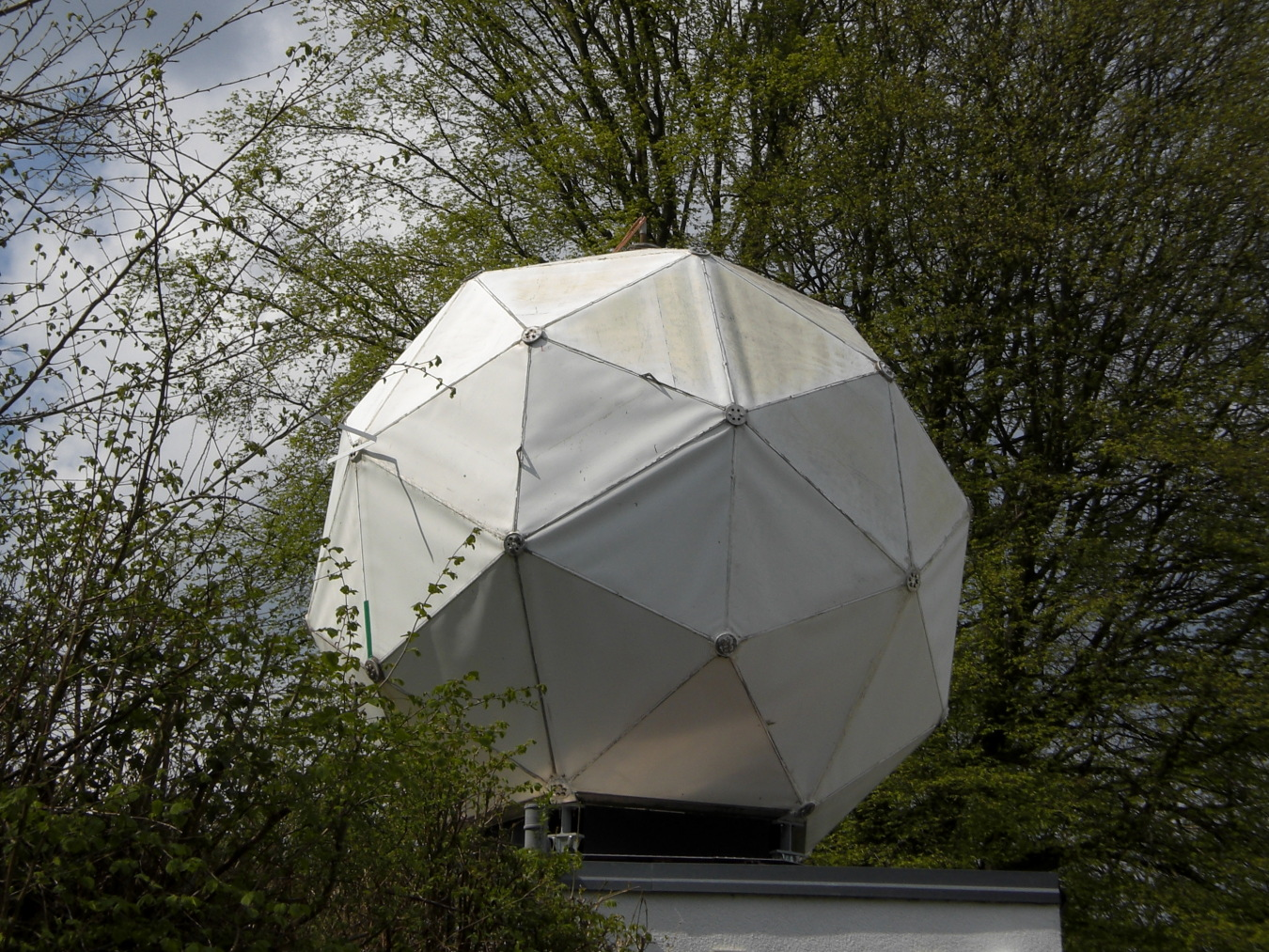
Dettaglio dell'impianto di osservazione.

Ai due sistemi di osservazione sono stati assegnati i codici MPC 611 Starkenburg Sternwarte, Heppenheim e A22 Starkenburg Sternwarte-SOHAS.

## Storia
L'osservatorio, nato per iniziativa privata nel 1970, è stato edificato sul monte Schlossberg subito a valle del castello da cui prende il nome e che dà il nome a tutta la regione circostante.
Tra il 1997 e il 2003 ha ospitato i Congressi Europei di Radio Astronomia.
Il Minor Planet Center gli accredita la scoperta di quarantaquattro asteroidi effettuate tra il 1997 e il 2009.
L'asteroide 6864 Starkenburg è così chiamato in suo onore.